# Мугалжарський район
Мугалжа́рський район (каз. Мұғалжар ауданы, рос. Мугалжарский район) — адміністративна одиниця у складі Актюбінської області Казахстану. Адміністративний центр — місто Кандиагаш.

## Населення
Населення — 64991 особа (2021; 62115 у 2009, 63812 у 1999, 71214 у 1989).
Національний склад (станом на 2016 рік):
- казахи — 61643 особи (91,67%)
- росіяни — 3793 особи (5,64%)
- українці — 656 осіб
- татари — 415 осіб
- німці — 131 особа
- чеченці — 100 осіб
- корейці — 77 осіб
- башкири — 72 особи
- білоруси — 47 осіб
- узбеки — 39 осіб
- молдовани — 31 особа
- азербайджанці — 31 особа
- вірмени — 20 осіб
- чуваші — 18 осіб
- марійці — 10 осіб
- мордва — 5 осіб
- болгари — 3 особи
- інші — 151 особа

## Історія
1921 року був утворений Темірський район у складі Актюбінської губернії з центром у місті Темір. Однак 5 липня 1922 року він був перетворений у Темірський повіт. Вдруге Темірський район утворено 1928 року у складі Актюбінської області. 1930 року район перейшов у пряме підпорядкування Казахської РСР. 1932 року район повернутий до складу Актюбінської області. 1935 року було виділено окремий Джурунський район з центром у селі Джурун, який ліквідовується 1962 року і повертається до складу Темірського. 1965 року на теренах колишнього Джурунського району виділяється Мугоджарський район з центром у місті Емба. 1966 року Темірський район перейменовано в Кандагацький район, центр перенесено до смт Кандагач. 1967 року район був перейменований в Октябрський район, смт Кандагач стало містом Октябрськ. 1972 року зі складу району виділено окремий Темірський район з центром у смт Шубаркудук. 1993 року Мугоджарський район перейменовано в Мугалжарський район, 1997 року він був ліквідований і приєднаний до складу Октябрського району. Того ж року Октябрський район перейменовано в Мугалжарський.

## Склад
До складу району входять 3 міські адміністрації та 12 сільських округів:
| Поселення                                   | Площа, км² | Населення, осіб (1989) | Населення, осіб (1999) | Населення, осіб (2009) | Населення, осіб (2021) | Центр     | Населені пункти |
| ------------------------------------------- | ---------- | ---------------------- | ---------------------- | ---------------------- | ---------------------- | --------- | --------------- |
| Ембинська міська адміністрація              | 921,97     | 16056                  | 12605                  | 11251                  | 12783                  | Емба      | 1               |
| Жемська міська адміністрація                | 208,04     | -                      | 1142                   | 1936                   | 1355                   | Жем       | 1               |
| Кандиагаська міська адміністрація           | 110,66     | 26691                  | 25553                  | 29169                  | 34898                  | Кандиагаш | 1               |
| Аккемерський сільський округ                | 1578,35    | 3364                   | 3460                   | 3000                   | 2753                   | Аккемер   | 5               |
| Ащисайський сільський округ                 | 1532,31    | 2157                   | 1702                   | 903                    | 591                    | Ащисай    | 3               |
| Батпаккольський сільський округ             | 2696,07    | 2841                   | 2796                   | 2681                   | 2519                   | Жагабулак | 5               |
| Єгіндибулацький сільський округ             | 4487,89    | 2051                   | 1404                   | 765                    | 418                    | Булакти   | 2               |
| Єнбецький сільський округ                   | 1427,99    | 3082                   | 2963                   | 2953                   | 2576                   | Сагашилі  | 4               |
| Журинський сільський округ                  | 2149,45    | 3816                   | 2950                   | 1972                   | 1353                   | Джурун    | 4               |
| імені Кудайбергена Жубанова сільський округ | 1634,73    | 1591                   | 1255                   | 1005                   | 641                    | Караколь  | 2               |
| Кайиндинський сільський округ               | 4127,42    | 2110                   | 1565                   | 1274                   | 967                    | Кайинди   | 2               |
| Кумжарганський сільський округ              | 1366,48    | 1848                   | 1576                   | 1260                   | 1355                   | Бірлік    | 3               |
| Кумсайський сільський округ                 | 1980,61    | 2120                   | 1620                   | 889                    | 577                    | Кумсай    | 1               |
| Мугалжарський сільський округ               | 262,71     | 1587                   | 1630                   | 2118                   | 1623                   | Мугалжар  | 1               |
| Талдисайський сільський округ               | 981,87     | 1900                   | 1590                   | 939                    | 751                    | Талдисай  | 2               |

## Найбільші населені пункти
Населені пункти з чисельністю понад 1000 осіб:
| № | Населений пункт | Населення, осіб (1989) | Населення, осіб (1999) | Населення, осіб (2009) | Населення, осіб (2021) |
| - | --------------- | ---------------------- | ---------------------- | ---------------------- | ---------------------- |
| 1 | Кандиагаш       | 26 691                 | 25 553                 | 29 169                 | 34 898                 |
| 2 | Емба            | 16 035                 | 12 345                 | 11 212                 | 12 783                 |
| 3 | Аккемер         | 1 391                  | 1 678                  | 1 679                  | 1 767                  |
| 4 | Сагашилі        | 1 499                  | 1 414                  | 1 623                  | 1 684                  |
| 5 | Мугалжар        | 1 570                  | 1 630                  | 2 118                  | 1 623                  |
| 6 | Жем             | -                      | 1 142                  | 1 936                  | 1 355                  |
| 7 | Жагабулак       | 1 096                  | 1 231                  | 1 253                  | 1 284                  |
| 8 | Джурун          | 2 160                  | 1 912                  | 1 267                  | 1 188                  |

ѫ== Примітки ==
1. ↑  Чисельність населення Республіки Казахстан згідно з даними Перепису населення 2021 року (казах.)(рос.)
2. ↑  Перепис за 2009 рік (PDF). Архів оригіналу (PDF) за 27 лютого 2013. Процитовано 3 квітня 2015.
3. ↑  Численность населения Атырауской области  по отдельным этносам на начало 2016 года (казах.)(рос.)
4. ↑  Решение внеочередной сессии Актюбинского Маслихата и Акима области от 30 мая 1997 года № 1. Зарегистрировано Управлением юстиции Актюбинской области 29 декабря 1997 года № 14 «О внесении некоторых изменений в административно-территориальное устройство Актюбинской области» [Архівовано 18 травня 2015 у Wayback Machine.] — Информационно-правовая система нормативных правовых актов Республики Казахстан (рос.)
5. ↑  Решение внеочередной сессии Актюбинского областного маслихата и Акима области от 30 мая 1997 года N 2. Зарегистрировано Управлением юстиции Актюбинской области 29 декабря 1997 года № 16. «О внесении изменений в административно-территориальное устройство Актюбинской области» [Архівовано 27 березня 2017 у Wayback Machine.] — Информационно-правовая система нормативных правовых актов Республики Казахстан (рос.)

| Казахстан | Це незавершена стаття з географії Казахстану. Ви можете допомогти проєкту, виправивши або дописавши її. |